# Phyprosopus pura
Phyprosopus pura är en fjärilsart som beskrevs av Walker 1865. Phyprosopus pura ingår i släktet Phyprosopus och familjen nattflyn. Inga underarter finns listade i Catalogue of Life.